# Wernher der Gärtner
Wernher der Gärtner eller Wernher der Gartenaere var en medeltida tyskspråkig diktare. Han är endast känd från en källa, versnovellen Meier Helmbrecht, skriven i mitten av 1300-talet, där han i sista raden omnämns som författare. Det antas att han levde i Bayern eller Österrike och var en vandrande sångare eller diktare, men det finns även teorier om att han skulle ha varit munk.